# 乔寨遗址
乔寨遗址，位于中华人民共和国河南省商丘市睢县周堂镇西乔寨村。此遗址原为一座高出周围地面数米的夯土台，1947年国民党在该遗址地表以上部分发掘出汉墓数座并出土大量汉代随葬品。文化大革命期间土台被铲平，后于地表以下出土龙山文化代表性的陶器碎片。1986年被列为河南省第二批文物保护单位。 